# Catocala disjuncta
Catocala disjuncta és una espècie de papallona nocturna de la subfamília Erebinae i la família Erebidae. Es troba des del sud-est d'Europa fins a l'Anatòlia.
Fa aproximadament 40 mm d'envergadura alar. Els adults volen de juny a setembre.